# Новонадеждинское сельское поселение
Новонаде́ждинское се́льское поселе́ние — муниципальное образование в Городищенском районе Волгоградской области.
Административный центр — посёлок Новая Надежда.

## История
Новонадеждинское сельское поселение образовано 14 мая 2005 года в соответствии с Законом Волгоградской области № 1058-ОД.

## Население
| 2010  | 2012  | 2013  | 2014  | 2015  | 2016  | 2017  |
| ----- | ----- | ----- | ----- | ----- | ----- | ----- |
| 1570  | ↗1577 | ↗1599 | ↘1596 | ↘1582 | ↗1594 | ↗1612 |
| 2018  | 2019  | 2020  | 2021  |       |       |       |
| ↗1653 | ↗1672 | ↗1707 | ↗1746 |       |       |       |

## Состав сельского поселения
| № | Населённый пункт | Тип населённого пункта          | Население |
| - | ---------------- | ------------------------------- | --------- |
| 1 | Новая Надежда    | посёлок, административный центр | ↗1746     |